# Sistotremastrales
Sistotremastrales L.W. Zhou & S.L. Liu – rząd grzybów należący do klasy pieczarniaków (Agaricomycetes).

## Systematyka
Pozycja w klasyfikacji według Index Fungorum”
Sistotremastrales, Incertae sedis, Agaricomycetes, Agaricomycotina, Basidiomycota, Fungi.
Według Index Fungorum bazującego na Dictionary of the Fungi rząd Trechisporales to takson monotypowy z jedną rodziną i jednym rodzajem:
- rodzina Sistotremastraceae L.W. Zhou & S.L. Liu 2022 Jülich 1982
  - rodzaj Sistotremastrum J. Erikss. 1958[1].